# إليانور هيوز
إليانور هيوز (بالإنجليزية: Eleanor Hughes)‏ هي مصممة مطبوعات ورسامة وفنانة نيوزيلندية، ولدت في 3 أبريل 1882 في كرايستشرش في نيوزيلندا، وتوفيت في 1959 في لمرنا في المملكة المتحدة.